# Le Hérie-la-Viéville
Le Hérie-la-Viéville település Franciaországban, Aisne megyében. Lakosainak száma 194 fő (2022. január 1.). Le Hérie-la-Viéville Landifay-et-Bertaignemont, Monceau-le-Neuf-et-Faucouzy, Puisieux-et-Clanlieu, Sains-Richaumont és Housset községekkel határos.

## Népesség
A település népességének változása:
| Lakosok száma | 278  | 213  | 197  | 231  | 239  | 233  | 230  | 209  | 198  | 194  |
|               | 1968 | 1982 | 1990 | 2006 | 2013 | 2015 | 2017 | 2019 | 2020 | 2022 |